# 東金丸町
東金丸町（ひがしかなまるまち）は、群馬県前橋市の地名。旧勢多郡大胡町大字金丸にあたる地名である。郵便番号は371-0234。面積は1.56km2(2013年現在)。

## 地理
前橋市北部に位置する町である（前橋市大胡地区の最北端に位置する）。
南は滝窪町、西は金丸町、東は市之関町と柏倉町に接する。

## 歴史
1954年頃からの地名である。もとは赤城山御領地で字赤城山のあたりである。

### 年表
- 1889年 市町村制が施行され、1町7村が合併し、群馬県南勢多郡大胡村大字金丸となる。
- 1896年 郡統合（東群馬郡と南勢多郡の統合）により勢多郡に所属し勢多郡大胡村大字金丸となる。
- 1899年 大胡村が町制施行し大胡町が成立し勢多郡大胡町大字金丸となる。
- 1993年4月1日 町内を通っていた群馬県道大間々宮城子持線が国道353号に昇格し、町内に初めて国道が通る事となる。
- 2004年 平成の大合併で大胡町は、宮城村、粕川村とともに、前橋市に合併する。その際前橋市金丸町という地名があったため、群馬県前橋市東金丸町となる。
- 2017年5月12日 当町の全域が区域となっている、前橋・赤城地域がチッタスロー国際連盟に加盟する[6]。

## 世帯数と人口
2017年（平成29年）8月31日現在の世帯数と人口は以下の通りである。
| 町丁     | 世帯数  | 人口  |
| -------- | ------- | ----- |
| 東金丸町 | 161世帯 | 385人 |

## 小・中学校の学区
市立小・中学校に通う場合、学区は以下の通りとなる。
| 番地 | 小学校                     | 中学校             |
| ---- | -------------------------- | ------------------ |
| 全域 | 前橋市立滝窪小学校金丸分校 | 前橋市立大胡中学校 |

## 交通

### 鉄道
近隣の茂木町に上毛電気鉄道上毛線大胡駅があるが、町内に鉄道駅はない。

### バス
赤城タクシーが運行を行っているデマンドバス方式のふるさとバスがある。

### 道路
国道353号が町の南端を、赤城南麓広域農道が町の中央を通過している。

## 施設
- 前橋市立滝窪小学校金丸分校

## 避難所
当町にある前橋市立滝窪小学校金丸分校が二次避難所となっている。。